# Нилус, Богдан Михайлович
Богда́н Миха́йлович Ни́лус (9 сентября 1866 — дата и место смерти неизвестны) — русский архитектор, один из мастеров московского модерна.

## Биография
В 1894 году окончил Институт гражданских инженеров императора Николая I в Санкт-Петербурге со званием гражданского инженера. Первоначально работал в столице, состоял архитектором при ТСК МВД. В начале XX века переехал в Москву. В 1902 году был назначен сверхштатным техником Строительного отделения Московского губернского правления, с 1906 года перешёл на должность сначала электротехника, а затем младшего инженера. С 1908 года работал губернским архитектором, позднее исполнял обязанности губернского инженера. Одновременно с этим с 1907 года являлся архитектором Московской городской конторы Госбанка. С 1902 по 1919 годы служил контролёром ссуд Московского кредитного общества. Являлся гласным Московской городской думы, входил в комиссию по развитию московского городского трамвая. Жил на Малой Дмитровке, 3, кв. № 17. Судьба зодчего после 1917 года неизвестна.
Б. М. Нилус брался за строительство в основном крупных государственных и частных заказов, чем объясняется немногочисленность его построек. Искусствовед М. В. Нащокина особо выделяет из его построек здание Ссудной казны, выполненное в неорусском стиле, и доходный дом Пенкиной, сооружённый в стилистике модерна.

## Проекты и постройки[5][6]
- Здание Государственного банка, совместно с М. Д. Быковским (1894, Москва, Неглинная улица, 12)[7];
- Доходный дом Бочарова (1905, Москва, Гоголевский бульвар, 21, во дворе);
- Доходный дом Пенкиной, совместно с А. Ф. Мейснером (1905—1906, Москва, Большая Никитская улица, 26);
- Служебные постройки во владении П. П. Рябушинского (1906, Москва, Гоголевский бульвар, 6, во дворе);
- Три каменных строения Я. В. Щукина в саду «Эрмитаж» (1907, Москва, Каретный Ряд);
- Дом Д. И. Благовещенского (1909, Москва, Кудринская площадь), не сохранился;
- Доходный дом и службы А. И. Спорышкина (1909, Москва, Большие Каменщики, 34), не сохранился;
- Доходный дом С. Ф. и А. А. Плещеевых (1910, Москва, Гусятников переулок, 3/1 — Переулок Огородная Слобода, 1/3);
- Доходный дом Д. К. Калениченко (1910—1911, Москва, Ленинградский проспект, 22), перестроен;
- Цирк Никитиных, совместно с А. М. Гуржиенко (1911, Москва, Триумфальная площадь, 4), перестроен в Театр Сатиры;
- Участие в строительстве Здания Государственного банка (1911—1913, Нижний Новгород, Большая Покровская улица, 26);
- Собственные доходные дома Б. М. Нилуса (1912, 1915, Москва, Даев переулок, 3), не сохранились;
- Жилые дома для служащих Московской конторы Государственного банка (1913, Москва, Никитский бульвар, 12), окончены в 1922—1925 годах архитектором С. А. Кротовым[7];
- Здание Ссудной казны, совместно с В. А. Покровским (1913—1914, Москва, Настасьинский переулок, 3);
- Проект домового храма Николая Чудотворца при доходных домах Министерства финансов (1915, Москва, Калашный переулок, 7), не осуществлён[8].